# Marlene Riphahn
Marlene Riphahn (5 de diciembre de 1922 – 26 de octubre de 2004) fue una actriz alemana.

## Biografía
Nacida en Colonia, Alemania, era hija del arquitecto Wilhelm Riphahn. Completó su formación como actriz entre 1940 y 1942 con Louise Dumont en Düsseldorf. Debutó en el teatro con Nacht in Siebenbürgen, obra basada en un texto de Nikolaus Asztalos y representada en Detmold, actuando más adelante en teatros de Gelsenkirchen, Düsseldorf, Colonia, Wuppertal y Hamburgo.
Con su traslado a Hamburgo en 1953, empezó a actuar en emisiones radiofónicas de Nordwestdeutscher Rundfunk. Entre sus escasas producciones cinematográficas figuran el thriller Nasser Asphalt (1958, con Horst Buchholz y Martin Held) y el drama bélico Nacht fiel über Gotenhafen (1959, con Sonja Ziemann), y de su trabajo televisivo puede mencionarse la miniserie Goya (1969), con Wolfgang Büttner y Ellen Schwiers. Finalmente, Marlene Riphahn se hozo una conocida del gran público al final de su carrera, gracias a su papel en la serie televisiva de la Tía Betty en la serie televisiva de la ARD Lindenstraße.
Riphahn también fue una activa actriz de voz, doblando en su trabajo a las actrices británicas Kay Kendall y Brenda de Banzie.
En sus últimos años participó en producciones teatrales de Bruno Klimek representadas en el Teatro Krefeld y Mönchengladbach y en el Nationaltheater de Mannheim. Marlene Riphahn falleció en Bergisch Gladbach, Alemania, en el año 2004. Sus restos fueron ininerados y sus cenizas arrojadas al mar. Había estado casada con el director y actor Edward Rothe. 

## Filmografía (selección)
- 1958 : Nasser Asphalt
- 1958 : Die Beklagte (telefilm)
- 1959 : Nacht fiel über Gotenhafen
- 1960 : Frau Warrens Gewerbe
- 1964 : Ein Mann ist soeben erschossen worden (telefilm)
- 1969 : In einem Monat, in einem Jahr (telefilm)
- 1969 : Goya (miniserie TV)
- 1970 : Bambule (telefilm)
- 1973 : Griseldis (telefilm)
- 1977 : Der Weilburger Kadettenmord (telefilm)
- 1977 : In freier Landschaft (serie TV)
- 1996 : Lindenstraße (serie TV)